# Ecologisme
Ecologisme is een politiek-maatschappelijke ideologie die de ecologie (omgevingsbiologie) centraal stelt, de wetenschap die de wisselwerking tussen organismen, hun populaties, levensgemeenschappen en omgevingen bestudeert.
Environmentalism is de milieukant van het ecologisme, terwijl social ecology de maatschappelijke, sociale kant van het ecologisme belicht.

## Uitgangspunt
Het ecologisme onderscheidt zich van andere politieke stromingen doordat deze niet de mens op zichzelf centraal stelt, maar vertrekt vanuit de mens als onderdeel van een breder ecosysteem en streeft naar een nieuwe balans tussen mens en omgeving. Ook het denken in termen van ketens, verbanden en kringlopen, kenmerkend voor de ecologische wetenschap, is eigen aan het ecologisme.
Het respecteren van de grenzen van mens én milieu, duurzame ontwikkeling, kwaliteit van leven, sociale rechtvaardigheid en democratisering van de economie vormen belangrijke ideologische uitgangspunten.
Net als het liberalisme en het socialisme wordt ook het ecologisme als een kind van de verlichting gezien. Naast verschillen heeft het ecologisme dan ook veel raakvlakken met deze twee stromingen.

## Ecologische partijen en organisaties
Sinds de jaren 1970 heeft het ecologisme zich over de hele wereld ontwikkeld als politieke stroming, naast liberalisme, conservatisme en socialisme.
Groene partijen zijn verwant met de ecologistische stroming, maar zijn veelomvattender. Ze ontstonden als politieke uitdrukking van de generatie van 1968 en van de nieuwe sociale bewegingen vanaf de jaren 1970 en 1980: de milieubeweging die zich ontwikkelde uit de natuurbescherming, de vredesbeweging die zich afzette tegen (nucleaire) bewapening en de vrouwenemancipatie, die vanaf de jaren 1960 haar tweede golf beleefde.
Ecologisme gaat verder dan het milieudenken, en dat geldt in nog sterkere mate voor groene politiek. Groene politiek is vaak principieel pacifistisch en gaat regelmatig gepaard met de strijd voor emancipatie van minderheden in de samenleving, waarvan gedacht wordt dat zij niet genoeg aan bod komen in de politieke besluitvorming.

### Binnen andere partijen
Veel ecologische oplossingen, ideeën en principes zijn overgenomen door andere partijen. Veel partijen zien het groene aspect van hun partij als toevoeging aan hun ideologie of zelfs als wezenlijk onderdeel van de ideologie.
Het streven naar een duurzamer wereld gaat vaak gepaard met een afwijzing van het kapitalisme en de meeste partijen streven net als sociaaldemocratische partijen naar democratisering van de economie, om zo een duurzame economie te krijgen.
Sinds het succes van de ecologische partijen hebben vrijwel alle partijen wel een hoofdstuk milieu in hun partijprogramma - zonder dat ze onverdeeld dezelfde doelen nastreven.

### In België
- Groen (groene partij in Vlaanderen en Brussel)
- Ecolo (groene partij in Wallonië en Brussel)
- Bond Beter Leefmilieu (Vlaamse koepel van milieuverenigingen)
- Oikos (Vlaamse denktank voor sociaal-ecologische verandering)

### In Nederland
- GroenLinks
- De Groenen
- GroenFront!
- GroeNoord
- Partij voor de Dieren
- Groen Liberale Partij

extreemlinks · radicaal-links · links · centrum · rechts · radicaal-rechts · extreemrechts 

confessionalisme · christendemocratie · conservatisme · neoconservatisme · paleoconservatisme · islamisme

liberalisme · klassiek liberalisme · economisch liberalisme · conservatief-liberalisme · progressief liberalisme · neoliberalisme · libertarisme · groenliberalisme · geoïsme

anarchisme · syndicalisme · feminisme · ecologisme · ecofascisme · agrarisme · progressivisme 

marxisme · communisme · trotskisme · leninisme · stalinisme · maoïsme · socialisme · sociaaldemocratie · communitarisme

populisme · fortuynisme · solidarisme · nationalisme · linksnationalisme · fascisme · nationaalsocialisme